# 张雨剑
张雨剑（1990年2月9日—），中国内地男演员，毕业于上海戏剧学院表演系2009本科班。

## 主要经历
- 2009年7月，从苏州大学附属中学毕业。
- 2013年7月，从上海戏剧学院表演系本科毕业。
- 2011年，在五月天的3D演唱会电影《五月天追梦3DNA》出演单车快递员“雨剑”，清新自然的表演给观众留下深刻印象。因此，粉丝们给他一个“快递哥哥”的称号。
- 2013年3月，在陈伟祥执导的战争情感剧《喋血孤岛》中饰演古美门修司。
- 2014年2月，参演古装权谋剧《琅琊榜》，饰演靖王（王凯饰）属下列战英。
- 2015年3月，参演暖爱青春偶像剧《隐形的翅膀》，张雨剑出演该剧的男主角高飞；10月，张雨剑参演电视剧《幻城》，在剧中饰演风族的精灵片风；12月，参演古装宫廷剧《芈月传》，饰演才子唐勒。
- 2016年2月，参演现代职场喜剧《老板来了》，在剧中饰演浪漫多金的硅谷“高富帅”ricky；5月，张雨剑携手张一山、吴优等联袂主演的刑侦大戏《余罪》播出，在剧中扮演警校同窗余罪（张一山饰）的“情敌”解冰；8月，出演都市励志偶像剧《美味奇缘》，饰演赵寒；10月7日，主演网络剧《我不是妖怪》，饰演狂族四大主帅之首何安忆。
- 2018年3月，青春甜爱剧《我只喜欢你》在杭州举行开机仪式。讲述平凡女孩儿“赵乔一”（吴倩饰）和学霸“言默”（张雨剑饰）从高中到大学、从校园到职场、从校服到婚纱，共同成长、深爱如初而后终成眷属的爱情故事。 9月3日，张雨剑加盟的都市情感剧《下一站是幸福》正式开机。 10月18日，张雨剑主演的古装魔幻剧《盛唐幻夜》在腾讯视频播出，在剧中饰演正义的冷面神捕赵澜之。
- 2018年底，张雨剑搭档梁洁主演民国探案剧《热血神探》，饰演男一号孔雪笠。
- 2019年与陈家霖导演合作主演《拜托，请你爱我》；11月主演《彗星2之蓝洞之恋》。
- 2020年1月26日《下一站是幸福》在湖南卫视金鹰独播剧场首播。饰演女一号贺繁星（宋茜饰）的双胞胎弟弟贺灿阳。
- 2020年2月妻子吴倩产下一女。
- 2021年3月15日张雨剑发文承认与吴倩结婚生女。
- 2022年2月14日情人節當天宣布與吳倩離婚。[4]

## 电视剧
| 首播年份 | 剧名                     | 角色       | 备注               |
| -------- | ------------------------ | ---------- | ------------------ |
| 2014年   | 喋血孤岛                 | 古美门修司 |                    |
| 2015年   | 琅琊榜                   | 列战英     |                    |
| 2015年   | 芈月传                   | 唐勒       |                    |
| 2016年   | 老板来了                 | Ricky      |                    |
| 2016年   | 余罪                     | 解冰       | 网路剧             |
| 2016年   | 隐形的翅膀               | 高飞       |                    |
| 2016年   | 幻城                     | 片风       |                    |
| 2016年   | 我不是妖怪               | 何安亿     | 网路剧             |
| 2017年   | 美味奇缘                 | 赵寒       |                    |
| 2018年   | 阳光警察                 | 王強       | 2013年拍攝         |
| 2018年   | 盛唐幻夜                 | 赵澜之     |                    |
| 2019年   | 大宋北斗司               | 柳随风     | 网路剧             |
| 2019年   | 我只喜欢你               | 言默       |                    |
| 2019年   | 拜托，请你爱我           | 易涵       | 网路剧             |
| 2020年   | 下一站是幸福             | 贺灿阳     |                    |
| 2020年   | 彗星来的那一夜II蓝洞之恋 | 林森禾     | 网路剧             |
| 2020年   | 目标人物                 | 魏子由     | 网路互動微剧       |
| 2021年   | 做梦吧！晶晶             | 鉴茶男友   | 网路短剧           |
| 2021年   | 法医秦明之无声的证词     | 秦明       | 网路剧             |
| 2021年   | 当爱情遇上科学家         | 李醫生     | 客串，网路剧       |
| 2021年   | 热血神探                 | 孔雪笠     | 网路剧             |
| 2022年   | 我们的当打之年           | 杜秉文     |                    |
| 2025年   | 漫影寻踪                 | 子弹       | 网路剧，2021年拍攝 |
| 2025年   | 余烬之上                 | 沭河       | 网路剧             |
| 待播     | 守望苍穹                 | J          | 原名:失忆之城      |
| 待播     | 逆光者                   | 沈流飞     | 网路剧             |
| 待播     | 好好的时代               | 侯鲜       |                    |
| 待播     | 雀骨                     |            | 网路剧             |

## 电影
| 年份   | 剧名           | 角色 |
| ------ | -------------- | ---- |
| 2011年 | 五月天追梦3DNA | 雨剑 |

## 舞台剧
| 年份           | 剧名                  | 角色   |
| -------------- | --------------------- | ------ |
| 2020年，2021年 | 恶作剧之吻Love-Struck | 江直树 |